# Justino Zavala Muniz
Pour les articles homonymes, voir Muniz.
Justino Zavala Muniz, né à Melo le 16 juillet 1898 et mort à Montevideo le 23 mars 1968, est un écrivain, dramaturge, journaliste, historien et homme politique uruguayen.
Il était un membre du Parti colorado de l'Uruguay et ministre de l'Éducation et de la Culture.
Il s'est opposé à la dictature de Terra et a été banni au Brésil. Il a été membre du Conseil national de gouvernement de l'Uruguay. Il est décédé le 23 mars 1968 et a été enterré avec les honneurs de chef de l'État.

## Œuvres

### Nouvelles
- Crónica de Muniz, Montevideo, 1921.
- Crónica de un crimen, Montevideo, Teseo, 1926.
- Crónica de la reja, Montevideo, 1930.

### Théâtre
- La cruz de los caminos, Montevideo-Buenos Aires, 1933.
- En un rincón del Tacuarí, Montevideo, Nueva América, 1938.
- Fausto Garay, un caudillo, Montevideo, Nueva América, 1942.
- Alto Alegre, Montevideo, Nueva América, 1944.